# Seznam největších měst světa

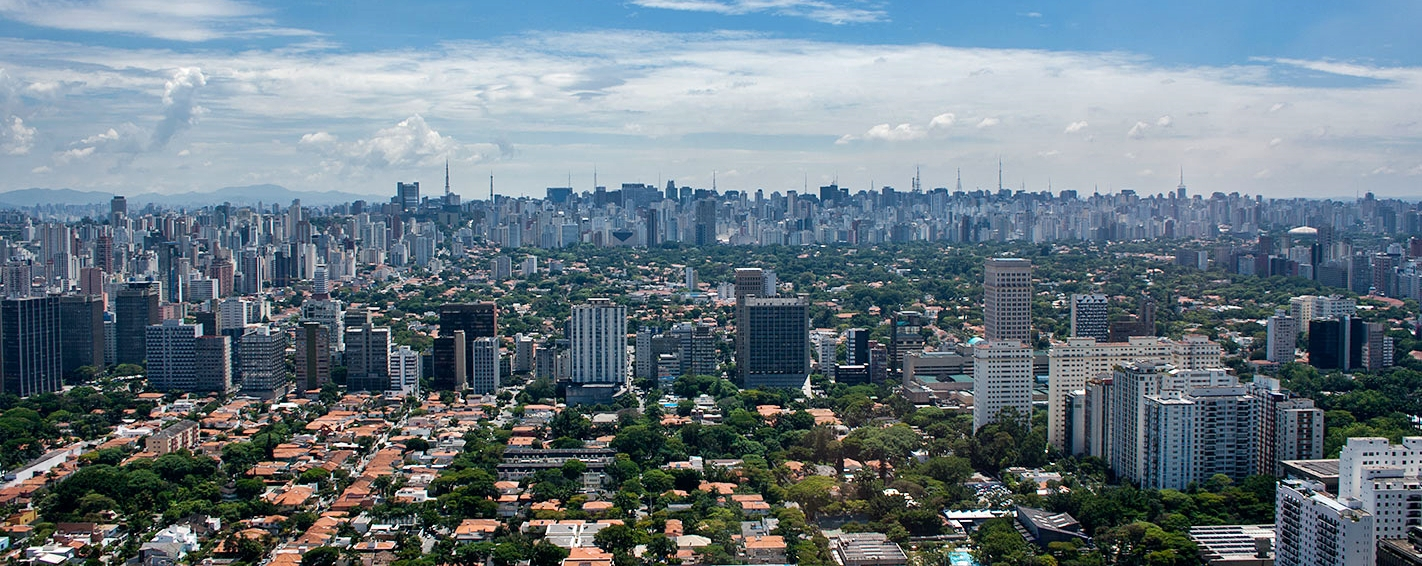
Brazilské São Paulo je podle údajů OSN k roku 2018 největším městem mimo Asii.

Organizace spojených národů používá pro definici města tři definice, protože ne všechna města ve všech jurisdikcích jsou klasifikována podle stejných kritérií. Města mohou být definována jako samotná města, jejich městské oblasti nebo jejich metropolitní regiony. Největší město podle počtu obyvatel, které používá vlastní definici města, což je oblast pod správními hranicemi místní správy, je Čchung-čching v Číně. Největší město podle počtu obyvatel používající definici metropolitní oblasti, což je volný termín odkazující na městskou oblast a její hlavní dojíždějící oblasti, je Tokio v Japonsku. Největším městem podle počtu obyvatel používajícím definici městské oblasti, což je volný termín odkazující na souvislou oblast s určitou hustotou obyvatel, je také Tokio v Japonsku.

## Definice měst

### Správní město
Hlavní článek: Správní město
Město lze definovat podle jeho administrativních hranic (správní město). UNICEF definuje správní město jako „obyvatelstvo žijící ve správních hranicích města nebo ovládané přímo z města jediným orgánem“. Správní město je lokalita definovaná podle právních nebo politických hranic a je jí administrativně uznán městský status, který je obvykle charakterizován nějakou formou místní samosprávy. Správní města a jejich hranice a údaje o populaci nemusí zahrnovat předměstí.
Využívání správního města, jak je definováno správními hranicemi, nemusí zahrnovat předměstské oblasti, kde žije významná část obyvatel pracujících nebo studujících ve městě. Kvůli této definici se skutečný počet obyvatel města může značně lišit od počtu obyvatel městských oblastí, protože mnoho měst je sloučením menších obcí (Austrálie) a naopak, mnoho čínských měst řídí území, která přesahují tradiční „správní město“ – příměstské a venkovské oblasti. Čínská obec Čchung-čching, která si nárokuje titul největšího města na světě, má obrovskou administrativní oblast o rozloze 82 403 km² – rozloha Rakouska. Více než 70% z jeho 30 milionů obyvatel však ve skutečnosti jsou zemědělští pracovníci žijící na venkově.

### Metropolitní oblast
Hlavní článek: Metropolitní oblast

Město lze definovat obyvateli jeho demografické populace, stejně tak jako metropolitní oblastí nebo oblastí trhu práce. UNICEF definuje metropolitní oblast takto:
Formální oblast místní správy zahrnující městskou oblast jako celek a její hlavní dojíždějící oblasti, typicky vytvořená kolem města s velkou koncentrací lidí (tj. s populací nejméně 100 000 lidí). Kromě samotného města zahrnuje metropolitní oblast jak okolní území s městskou úrovní hustoty zalidnění, tak některé další oblasti s nižší hustotou, které sousedí s městem a jsou s ním spojeny (např. prostřednictvím časté dopravy, silničních spojení nebo dojížděním).
V mnoha zemích jsou metropolitní oblasti zakládány buď s oficiální organizací, nebo pouze pro statistické účely. Ve Spojených státech je metropolitní statistická oblast (MSA) definována americkým Úřadem pro správu a rozpočet (OMB) pro statistické účely. Na Filipínách mají metropolitní oblasti oficiální agenturu, například Úřad pro rozvoj metropolitní Manily (MMDA), který spravuje metropolitní oblast Manily. Podobné agentury existují v Indonésii, například Agentura pro rozvojovou spolupráci Jabodetabekjur pro metropolitní oblast Jakarty.

### Městská oblast
Hlavní článek: Městská oblast
Město lze definovat jako podmíněně sousedící městskou oblast, bez ohledu na územní nebo jiné hranice uvnitř městské oblasti. UNICEF definuje městskou oblast takto:

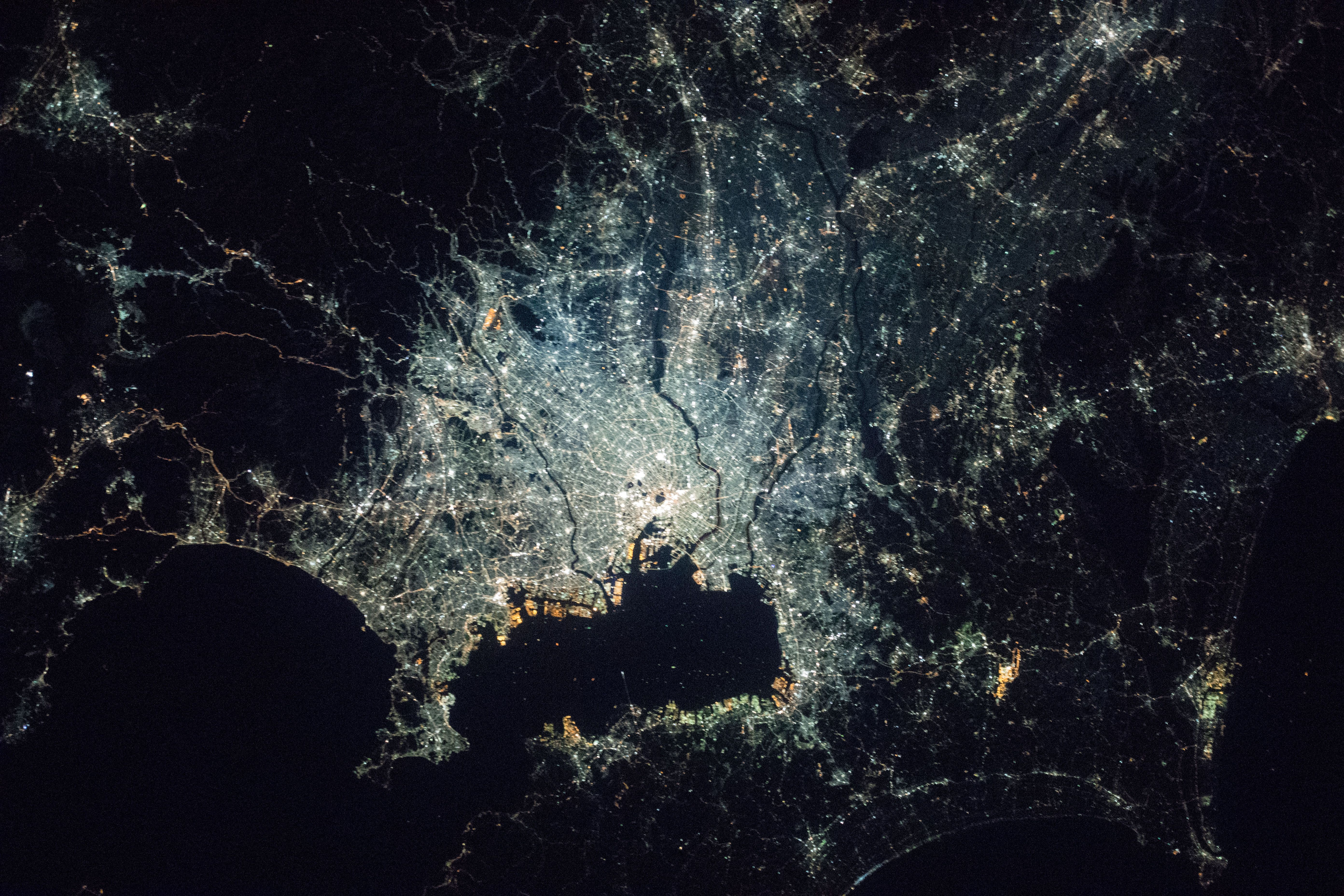
Tokio je považováno za největší město na světě a jeho urbanizace přesahuje hranice města.

Definice „městského“ se v jednotlivých zemích liší a při pravidelném přeřazování se může v průběhu času také v rámci jedné země lišit, což ztěžuje přímé srovnání. Městskou oblast lze definovat jedním nebo více z následujících: administrativními kritérii nebo politickými hranicemi (např. oblast spadající pod jurisdikci magistrátu nebo městského výboru), prahovou velikostí populace (kde minimum pro městské osídlení je obvykle region s více než 2 000 obyvateli, i když se celosvětově liší mezi 200 a 50 000 obyvateli), hustota obyvatelstva, ekonomická funkce (např. kde se podstatná většina populace primárně nezabývá zemědělstvím nebo kde je nadbytečná zaměstnanost) nebo přítomnost městských charakteristik (např. zpevněné ulice, elektrické osvětlení, kanalizace).
Podle společnosti Demographia je městská oblast definována jako nepřetržitě zastavěná půda (pozemek, oblast) s městskou zástavbou, v rámci jediného trhu práce (metropolitní oblast nebo metropolitní region), neobsahující žádnou oblast charakterizovanou jako venkov.

## Seznam
Podle odhadů Organizace spojených národů z roku 2018 existuje 81 měst s populací nad 5 milionů lidí. Údaje OSN jsou směsí správních měst, metropolitních oblastí a městských oblastí. Několik měst, jako je Jakarta a Soul, má výrazně vyšší počty obyvatel měst, které jsou z údajů OSN vyloučeny.
| Město              | Země                         | Odhadnutá populace podle OSN roku 2018 |
| ------------------ | ---------------------------- | -------------------------------------- |
| Tokio              | Japonsko                     | 37 400 068                             |
| Čchung-čching      | Čína                         | 34 127 100                             |
| Dillí              | Indie                        | 28 514 000                             |
| Šanghaj            | Čína                         | 25 582 000                             |
| São Paulo          | Brazílie                     | 21 650 000                             |
| Ciudad de México   | Mexiko                       | 21 581 000                             |
| Káhira             | Egypt                        | 20 076 000                             |
| Bombaj             | Indie                        | 19 980 000                             |
| Peking             | Čína                         | 19 618 000                             |
| Dháka              | Bangladéš                    | 19 578 000                             |
| Ósaka              | Japonsko                     | 19 281 000                             |
| New York           | Spojené státy americké       | 18 819 000                             |
| Karáčí             | Pákistán                     | 15 400 000                             |
| Buenos Aires       | Argentina                    | 14 967 000                             |
| Istanbul           | Turecko                      | 14 751 000                             |
| Kalkata            | Indie                        | 14 681 000                             |
| Manila             | Filipíny                     | 13 482 000                             |
| Lagos              | Nigérie                      | 13 463 000                             |
| Rio de Janeiro     | Brazílie                     | 13 293 000                             |
| Tchien-ťin         | Čína                         | 13 215 000                             |
| Kinshasa           | Demokratická republika Kongo | 13 171 000                             |
| Kanton             | Čína                         | 12 638 000                             |
| Los Angeles        | Spojené státy americké       | 12 458 000                             |
| Moskva             | Rusko                        | 12 410 000                             |
| Šen-čen            | Čína                         | 11 908 000                             |
| Láhaur             | Pákistán                     | 11 738 000                             |
| Bengalúr           | Indie                        | 11 440 000                             |
| Paříž              | Francie                      | 10 901 000                             |
| Bogotá             | Kolumbie                     | 10 574 000                             |
| Jakarta            | Indonésie                    | 10 517 000                             |
| Čennaí             | Indie                        | 10 456 000                             |
| Lima               | Peru                         | 10 391 000                             |
| Bangkok            | Thajsko                      | 10 156 000                             |
| Soul               | Jižní Korea                  | 9 963 000                              |
| Nagoja             | Japonsko                     | 9 507 000                              |
| Hajdarábád         | Indie                        | 9 482 000                              |
| Londýn             | Spojené království           | 9 046 000                              |
| Teherán            | Írán                         | 8 896 000                              |
| Chicago            | Spojené státy americké       | 8 864 000                              |
| Čcheng-tu          | Čína                         | 8 813 000                              |
| Nanking            | Čína                         | 8 245 000                              |
| Wu-chan            | Čína                         | 8 176 000                              |
| Ho Či Minovo Město | Vietnam                      | 8 145 000                              |
| Luanda             | Angola                       | 7 774 000                              |
| Ahmadábád          | Indie                        | 7 681 000                              |
| Kuala Lumpur       | Malajsie                     | 7 564 000                              |
| Si-an              | Čína                         | 7 444 000                              |
| Hongkong           | Čína                         | 7 429 000                              |
| Tung-kuan          | Čína                         | 7 360 000                              |
| Chang-čou          | Čína                         | 7 236 000                              |
| Fo-šan             | Čína                         | 7 236 000                              |
| Šen-jang           | Čína                         | 6 921 000                              |
| Rijád              | Saúdská Arábie               | 6 907 000                              |
| Bagdád             | Irák                         | 6 812 000                              |
| Santiago de Chile  | Chile                        | 6 680 000                              |
| Súrat              | Indie                        | 6 564 000                              |
| Madrid             | Španělsko                    | 6 497 000                              |
| Su-čou             | Čína                         | 6 339 000                              |
| Houston            | Spojené státy americké       | 6 276 000                              |
| Dallas             | Spojené státy americké       | 6 115 000                              |
| Toronto            | Kanada                       | 6 082 000                              |
| Dar es Salaam      | Tanzanie                     | 6 048 000                              |
| Miami              | Spojené státy americké       | 6 036 000                              |
| Belo Horizonte     | Brazílie                     | 5 972 000                              |
| Singapur           | Singapur                     | 5 792 000                              |
| Filadelfie         | Spojené státy americké       | 5 695 000                              |
| Atlanta            | Spojené státy americké       | 5 572 000                              |
| Fukuoka            | Japonsko                     | 5 551 000                              |
| Chartúm            | Súdán                        | 5 534 000                              |
| Barcelona          | Španělsko                    | 5 494 000                              |
| Johannesburg       | Jihoafrická republika        | 5 486 000                              |
| Petrohrad          | Rusko                        | 5 383 000                              |
| Čching-tao         | Čína                         | 5 381 000                              |
| Ta-lien            | Čína                         | 5 300 000                              |
| Washington, D.C.   | Spojené státy americké       | 5 207 000                              |
| Rangún             | Myanmar                      | 5 157 000                              |
| Alexandrie         | Egypt                        | 5 086 000                              |
| Ťi-nan             | Čína                         | 5 052 000                              |
| Guadalajara        | Mexiko                       | 5 023 000                              |